# Alfredo Rota
Alfredo Rota, né le 21 juillet 1975 à Milan, est un escrimeur italien pratiquant l’épée. Il a été champion olympique avec l'équipe d'Italie lors des Jeux olympiques d'été de 2000 à Sydney.

## Palmarès
- Jeux olympiques
  -  Médaille d'or par équipes aux Jeux olympiques de 2000 à Sydney
  -  Médaille de bronze par équipes aux Jeux olympiques de 2008 à Pékin

- Championnats du monde
  -  Médaille d’argent par équipes aux championnats du monde 2007 à Saint-Pétersbourg

- Championnats d'Europe
  -  Médaille de bronze par équipes aux championnats d'Europe 2006 à Turin
  -  Médaille de bronze par équipes aux championnats d'Europe 2008 à Kiev
  -  Médaille de bronze par équipes aux championnats d'Europe 2009 à Plovdiv

- Coupe du monde d'escrime
  - Vainqueur de la Coupe du monde d'escrime de fleuret en 2004

- Championnat d'Italie
  -  Champion d'Italie en 1998
  -  Champion d'Italie en 1999
  -  Champion d'Italie en 2001
  -  Champion d'Italie en 2003